# ТЕС Намруп
27°11′12″ пн. ш. 95°22′34″ сх. д. / 27.18667° пн. ш. 95.37611° сх. д.
ТЕС Намруп – електростанція на північному сході Індії у штаті Ассам.
У 1965 році ввели в дію три встановлені на роботу у відкритому циклі турбіни потужністю по 23 МВт (станційні номері 1, 2, 3).
В 1976-му станцію доповнили встановленою на роботу у відкритому циклі газовою турібною з показником 12,5 МВт (станційний номер 4) та паровою турбіною потужністю 30 МВт (станційний номер 5), яка живилась від парового котла.
В 1986-му до перших трьох турбін додали відповідну кількість котлів-утилізаторів, від яких живилась парова турбіна потужністю 22,5 МВт (станційний номер 6). Таким чином, був створений перший в історії індійської електроенергетики парогазовий блок комбінованого циклу потужністю номінальною 91,5 МВт (втім, фактично потужність парової турбіни ніколи не перевищувала 15 МВт).
Станом на початок 2020-х турбіни 1, 4 та 5 були виведені з експлуатації, а потужність турбін 2, 3 та 6 була деномінована до рівня у 17 МВт, 15 МВт та 9 МВт відповідно.
Враховуючи стан старої станції, в 2021 році в межах проекту Namrup Replacement ввели в дію парогазовий блок комбінованого циклу потужністю 98,4 МВт, в яком одна газова турбіна потужністю 62,3 МВт живить через котел-утилізатор одну парову турбіну з показником 36,1 МВт.
Для охолодження використовують воду із річки Діллі.
Вже за два роки після запуску перших турбін на майданчик станції по трубопроводу Дуліаджан – Намруп подали природний газ, який з того часу є головним паливом ТЕС Намруп.
Видача продукції відбувається по ЛЕП, розрахованим на роботу під напругою 33 кВ, 66 кВ, 132 кВ та 230 кВ.